# Seneca Village

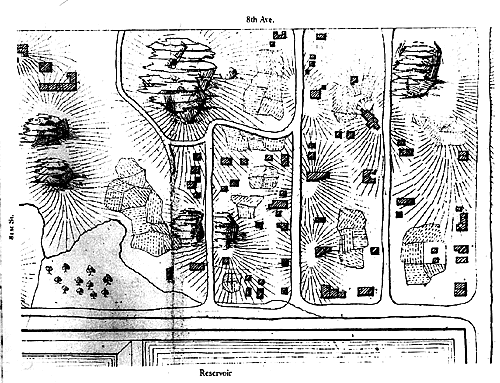
Mappa che mostra la collocazione del Seneca Village (Egbert Viele, 1857)

Il Seneca Village era un insediamento del XIX secolo di proprietari terrieri, perlopiù afroamericani, a Manhattan, New York, nell'attuale Central Park. L'insediamento era esteso per 5 acri (2 ettari) vicino al quartiere dell'Upper West Side, delimitato approssimativamente da ottantaduesima e ottantanovesima strada e settimo e ottavo viale, se fossero stati costruiti.

## Storia
Il villaggio di Seneca fu fondato nel 1825 dai neri liberi, la prima comunità del genere in città. Al suo apice, la comunità contava 264 residenti, tre chiese, una scuola e due cimiteri. L'insediamento fu successivamente abitato da diverse altre minoranze, tra cui immigrati irlandesi e tedeschi. Il villaggio di Seneca esisteva fino al 1857, quando, attraverso un'ordinanza comunale, agli abitanti del villaggio e ad altri coloni nella zona fu ordinato di andarsene e le loro case furono demolite per la costruzione di Central Park. L'intera popolazione del villaggio fu dispersa, tranne che per una congregazione che si trasferì nelle vicinanze.
Nel corso degli anni sono state rinvenute diverse tracce dell'esistenza del Seneca Village, tra cui due tombe e un sepolcro. L'insediamento è stato in gran parte dimenticato fino alla pubblicazione del libro The Park and the People: A History of Central Park di Roy Rosenzweig ed Elizabeth Blackmar nel 1992. Il Seneca Village Project è stato costituito nel 1998 per sensibilizzare sul villaggio e sono stati effettuati numerosi scavi archeologici condotto. Nel 2001 è stata svelata una targa storica che commemora il sito in cui un tempo si trovava il villaggio.

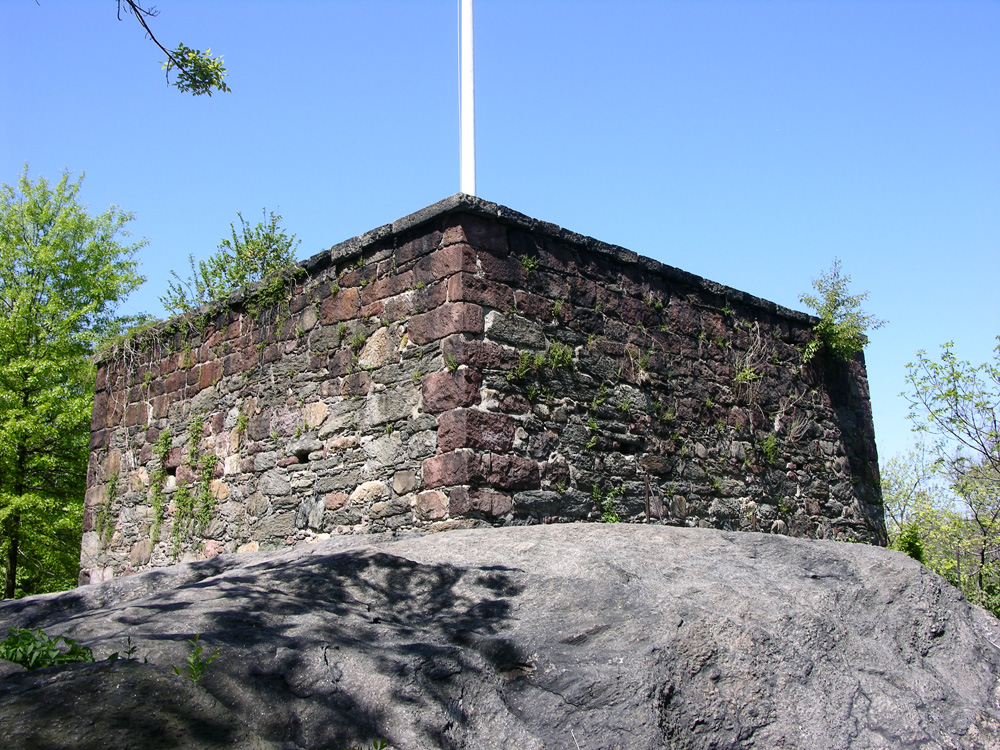
Il fortino nº1, una struttura precedente Central Park

## Etimologia
L'origine del nome del villaggio di Seneca è incerta; tuttavia, sono state avanzate alcune teorie:
- Una teoria suggerisce che la parola "Seneca" deriva dal filosofo romano Lucio Anneo Seneca, i cui trattati morali erano spesso letti da attivisti e abolizionisti afroamericani.[1][2]
- Il villaggio avrebbe anche potuto prendere il nome dalla nazione dei nativi americani Seneca.[1]
- Secondo la storica del Central Park Conservancy, Sara Cedar Miller, "Seneca" avrebbe potuto essere una fusione di insulti anti-nativi americani e anti-neri.[3]
- Un'altra teoria ipotizza che il villaggio di Seneca possa essere chiamato come la nazione senegalese dell'Africa occidentale, il paese di origine di molti residenti del villaggio.[1][2][4]
- Il nome potrebbe anche derivare dall'uso come parola in codice sulla Underground Railroad, quando gli schiavi fuggitivi degli Stati Uniti meridionali venivano nascosti nelle aree vicine.[1][4]

## Esistenza

### Sviluppo
La terra fu originariamente acquistata da un agricoltore bianco di nome John Whitehead nel 1824. Un anno dopo, Whitehead iniziò a vendere lotti più piccoli dalla sua proprietà. All'epoca, l'area era lontana dal centro di New York, che era centrata a sud della ventitreesima strada nell'attuale Lower Manhattan. Il 27 settembre 1825, un giovane afroamericano di nome Andrew Williams acquistò tre lotti dai Whiteheads per 125 dollari. Lo stesso giorno, l'Episcopato Metodista Episcopale Zion Church (AME Zion Church), l'amministratore delegato Epiphany Davis, acquistò dodici lotti per 578 dollari. La Chiesa Sion di AME acquistò altri sei lotti nella stessa settimana e nel 1832 almeno 24 lotti furono venduti agli afroamericani. Un ulteriore sviluppo nelle vicinanze era incentrato su "York Hill", un complotto delimitato da dove sarebbero state costruite la sesta e la settima strada, tra la settantanovesima e l'ottantaseiesima strada. York Hill era per lo più di proprietà della città, ma alla fine del 1830 furono acquistati 5 acri (2 ettari) da William Matthews, un giovane afroamericano. La Chiesa dell'Unione Africana di Matthews acquistò anche terreni nel villaggio di Seneca in quel periodo.
Altri afroamericani iniziarono a trasferirsi nel Seneca Village dopo che la schiavitù nello stato di New York fu messa fuorilegge nel 1827. Negli anni 1830, la gente di York Hill fu costretta a trasferirsi in modo che un bacino per il bacino di distribuzione di Croton potesse essere costruito, così molti residenti di York Hill emigrarono al Seneca Village. Successivamente, durante la carestia di patate in Irlanda, molti immigrati irlandesi vennero a vivere nel villaggio di Seneca, aumentando la popolazione del villaggio del 30 percento durante questo periodo. Sia gli afroamericani che gli immigrati irlandesi furono emarginati e subirono discriminazioni in tutta la città. Nonostante i loro conflitti sociali e razziali altrove, gli afroamericani e gli irlandesi nel villaggio di Seneca sono riusciti a vivere nelle immediate vicinanze. Nel 1855, un terzo della popolazione del villaggio era irlandese. George Washington Plunkitt, che in seguito divenne un politico della Tammany Hall, nacque nel 1842 da due dei primi coloni irlandesi nel villaggio, Pat e Sara Plunkitt. Richard Croker, che in seguito divenne il leader di Tammany, nacque in Irlanda, ma venne con la sua famiglia al Seneca Village nel 1846, e visse lì fino a quando suo padre ottenne un lavoro che permise loro di trasferirsi.
Le case a un piano nel villaggio di Seneca erano chiamate baracche, che riflettevano il loro aspetto esteriore ruvido, sebbene alcune case assomigliassero a capanne di tronchi. Anche se le case non erano costruite professionalmente, i loro interni erano un miglioramento rispetto agli angusti appartamenti di Lower Manhattan. La proprietà fondiaria tra i residenti neri era molto più elevata di quella dell'intera città: più della metà dei neri possedeva proprietà nel 1850, cinque volte più del tasso di proprietà di tutti i residenti di New York. Un quinto degli abitanti del villaggio di Seneca possedeva le proprie residenze. Molti residenti neri del Seneca Village erano proprietari terrieri e relativamente sicuri dal punto di vista economico rispetto ai loro omologhi del centro. Almeno un proprietario, la famiglia Lyons, viveva nella Lower Manhattan ma possedeva proprietà nel Seneca Village.
Tuttavia, molti dei residenti erano ancora poveri, poiché lavoravano in industrie di servizi come l'edilizia, il lavoro diurno o il servizio di ristorazione e solo tre residenti (due drogherie e un locandiere) potevano essere considerati di classe media. Molte donne di colore lavoravano come domestiche. Molti residenti occuparono case che non possedevano, dimostrando che vi era una significativa stratificazione di classe anche con l'elevato tasso di proprietà terriera del Seneca Village.
I residenti si affidavano alle abbondanti risorse naturali nelle vicinanze, come i pesci del vicino East River e del fiume Hudson e la legna da ardere delle foreste vicine. Alcuni residenti avevano anche giardini e fienili e alimentavano i loro avanzi di rifiuti. Due impianti di smaltimento osseo erano situati nelle vicinanze, alla sessantaseiesima e alla settantacinquesima strada.

### Abitanti
Nel 1855, un censimento dello stato di New York scoprì che il Seneca Village aveva 264 residenti. In media, i residenti avevano vissuto lì per 22 anni. Tre quarti dei 264 residenti registrati nel 1855 vivevano nel villaggio di Seneca dal 1840 o prima, e quasi tutti vivevano lì dal 1850. In questo momento nella storia di New York, la maggior parte della popolazione della città viveva sotto la quattordicesima strada; la regione sopra la cinquantanovesima strada era sviluppata solo sporadicamente e aveva un carattere semi-rurale o rurale.
Dopo che la schiavitù a New York fu abolita, gli uomini afroamericani nello stato potevano votare fintanto che avevano un patrimonio di 250 dollari e vivevano nello stato da almeno tre anni. Dei 13.000 newyorkesi neri, 91 erano qualificati per votare e della popolazione nera ammissibile al voto, 10 vivevano nel villaggio di Seneca. L'acquisto di terre da parte dei neri ha avuto un effetto significativo sul loro impegno politico. I neri nel Seneca Village erano molto più attivi politicamente rispetto al resto di New York.

### Istituzioni comunitarie
La stabilità economica e culturale del villaggio di Seneca ha consentito la crescita di numerose istituzioni comunitarie. Il villaggio aveva tre chiese, due scuole e due cimiteri; entro il 1855, i due terzi degli abitanti (180 su 264) erano frequentatori di chiese regolari. Due delle chiese, la prima chiesa sionista metodista africana episcopale di Yorkville e la chiesa dell'Unione Africana, erano chiese interamente nere, mentre la chiesa di All's Angels era aperta a tutti.
La Chiesa Sion di AME, una denominazione stabilita ufficialmente nella parte bassa di Manhattan nel 1821, possedeva proprietà per le sepolture nel Seneca Village a partire dal 1827. Nel 1853, la Chiesa istituì una congregazione e costruì un edificio nel Seneca Village. Secondo il New York Post, la pietra angolare includeva una capsula con "una Bibbia, un libro di inni, le regole della chiesa, una lettera con i nomi dei suoi cinque fiduciari e copie dei giornali, The Tribune e The Sun ". L'edificio della chiesa fu distrutto come parte della demolizione del villaggio di Seneca.
La Chiesa dell'Unione Africana acquistò lotti nel villaggio di Seneca nel 1837, a circa 30m dalla Chiesa AME di Sion. Aveva 50 fedeli. L'edificio della chiesa conteneva una delle poche scuole nere della città, la Scuola colorata 3, fondata a metà degli anni 1840. Uno degli insegnanti della scuola era la diciassettenne Catherine Thompson.
All Angels' Church è stata fondata nel 1846 come affiliata della Chiesa episcopale di San Michele, il cui campus principale era situato in Amsterdam Avenue e novantanovesima strada. All Angels' doveva essere una missione per i residenti del villaggio di Seneca e delle aree vicine. Inizialmente, la chiesa fu ospitata nella casa di un poliziotto bianco, ma nel 1849 fu costruita una chiesa di legno in ottantaquattresima strada. La congregazione era razzialmente diversa, con parrocchiani neri del Seneca Village e parrocchiani irlandesi e tedeschi di altre aree vicine. Aveva solo 30 parrocchiani dal villaggio di Seneca. Quando la comunità fu rasa al suolo, la chiesa si trasferì a pochi isolati a ovest e fu ufficialmente incorporata all'angolo tra ottantunesima strada e West End Avenue.

## Altri insediamenti vicini
Mentre il Seneca Village era il più grande ex insediamento in quello che oggi è Central Park, era anche circondato da aree più piccole che erano occupate principalmente da immigrati irlandesi e tedeschi. Una di queste aree, chiamata Pigtown, era un insediamento di 14 famiglie per lo più irlandesi situate nell'angolo sud-orientale del parco moderno, ed era così chiamata perché gli abitanti tenevano suini e capre. Pigtown si trovava originariamente più a sud, dalla sesta alla settima avenue da qualche parte all'interno delle strade numerate degli anni 50, ma fu costretta a nord a causa delle lamentele sugli odori pungenti degli animali. Altre 34 famiglie, principalmente irlandesi, vivevano in un'area delimitata tra la sessantottesima e la settantaduesima strada tra la settima e l'ottava via. Lì vicino, nell'attuale sito di Tavern on the Green, c'erano una collezione di piante che bollivano le ossa, che impiegava persone del villaggio di Seneca e insediamenti vicini. A sud-ovest del villaggio di Seneca c'era l'insediamento di Harsenville, che ora fa parte dell'Upper West Side tra la sessantaseiesima e l'ottantunesima strada.
C'erano anche due insediamenti tedeschi: uno nell'estremità settentrionale del parco moderno e uno a sud dell'attuale Riserva Jacqueline Kennedy Onassis. Molti residenti irlandesi e tedeschi erano anche agricoltori con i loro giardini. Un ulteriore insediamento nell'angolo nord-est di Central Park comprendeva una parte dell'ex Boston Post Road. Quell'angolo contiene Passo McGowan, una caratteristica topologica che fu il sito di un accampamento dei soldati Assiani durante la Guerra d'indipendenza americana e il fortino nº 1, una fortificazione ancora esistente costruita durante la guerra del 1812. Mount St. Vincent's Academy fu anche situato vicino al passo McGowan fino al 1881.

## Scomparsa

### Pianificazione di Central Park
Nel 1840, alcuni membri dell’élite cittadina iniziarono a richiedere pubblicamente la realizzazione di un grande parco a Manhattan. Tra i principali sostenitori c’erano William Cullen Bryant, direttore del New York Evening Post, e Andrew Jackson Downing, uno dei primi paesaggisti americani. Venne istituito un comitato speciale per individuare aree adatte alla costruzione del parco. Uno dei primi siti considerati fu Jones’s Wood, un appezzamento di circa 160 acri (65 ettari) situato tra la Sessantaseiesima e la Settantacinquesima Strada, nell’Upper East Side. La zona era occupata da diverse famiglie facoltose, tra cui i Jones e gli Schermerhorn, che si opposero fermamente all’esproprio. Downing sosteneva invece la necessità di un parco di almeno 500 acri (200 ettari), situato in un’area compresa tra la Trentanovesima Strada e il fiume Harlem. Nonostante l’approvazione di una legge, nel 1851, che autorizzava l’acquisizione di Jones’s Wood, le famiglie Jones e Schermerhorn ottennero un’ingiunzione legale che bloccò il progetto. La transazione fu successivamente annullata perché giudicata incostituzionale.
Il secondo sito proposto per la realizzazione di un grande parco pubblico era un’area di circa 300 ettari, indicata come “Central Park”, delimitata tra la Cinquantanovesima e la Centoseiesima Strada, tra la Quinta e l’Ottava Avenue. Il progetto di Central Park ottenne progressivamente il sostegno di diversi gruppi. Dopo l’annullamento di una seconda proposta di legge per l’acquisizione di Jones’s Wood, la legislatura dello Stato di New York approvò, nel luglio 1853, il Central Park Act, che autorizzava un consiglio composto da cinque commissari a procedere con l’acquisto dei terreni e istituiva un fondo dedicato per finanziare il progetto.
Negli anni che precedettero l’acquisizione dell’area, la comunità del Seneca Village fu oggetto di crescenti attacchi da parte della stampa e dei sostenitori del parco, che iniziarono a descrivere l’insediamento — abitato da afroamericani e immigrati irlandesi — come una “baraccopoli”. I residenti furono etichettati come “abusivi”, “vagabondi” o “furfanti”, e spesso definiti “miserabili” o “degradati”. Si diffuse anche l’accusa, infondata, che molti abitanti gestissero taverne illegali o rubassero cibo.
Tra i principali detrattori ci fu Egbert Ludovicus Viele, primo ingegnere del parco, che in un rapporto definì l’area un “rifugio per cinquemila occupanti”, accusando i residenti di avere “una scarsa conoscenza dell’inglese” e “poco rispetto per la legge”.
Sebbene una minoranza degli abitanti del Seneca Village possedesse regolarmente i propri terreni, la maggior parte risiedeva nell’area in base ad accordi formali o informali con i proprietari. Solo una piccola parte viveva realmente in condizioni di occupazione abusiva.

### Demolizione
Nel 1853, i commissari incaricati del progetto Central Park iniziarono un’estesa operazione di valutazione fondiaria su oltre 34.000 lotti situati all’interno e nei pressi dell’area destinata alla costruzione del parco. Le stime furono completate nel luglio 1855 e, nel febbraio dell’anno successivo, la Corte Suprema dello Stato di New York le convalidò ufficialmente. Agli abitanti fu offerta in media una somma di circa 700 dollari per ciascuna proprietà. Una parte minoritaria dei residenti del Seneca Village, che possedevano effettivamente dei terreni, ricevette risarcimenti relativamente consistenti. Ad esempio, Andrew Williams ottenne 2.335 dollari per la sua casa e tre lotti, una cifra inferiore ai 3.500 che aveva richiesto, ma comunque notevolmente superiore ai 125 dollari che aveva pagato nel 1825 per acquistare quell’area.
Lo sgombero cominciò poco dopo la pubblicazione del rapporto della commissione, nell’ottobre 1855. Il Comune iniziò ad applicare regolamenti fin lì trascurati, imponendo il pagamento degli affitti arretrati e altre pressioni amministrative ai residenti del villaggio. La comunità tentò di resistere: per circa due anni si opposero legalmente e pubblicamente all’esproprio. A metà del 1856, però, prevalse la linea del sindaco Fernando Wood. Gli abitanti ricevettero l’ordine formale di lasciare la zona. Nel 1857, tutte le proprietà furono acquistate dal Comune di New York attraverso un fondo speciale, e il 1º ottobre dello stesso anno fu dichiarato ufficialmente che gli ultimi residenti erano stati rimossi.
Un resoconto giornalistico del periodo descriveva il villaggio come un luogo che “non sarebbe stato dimenticato, poiché durante la campagna si era assistito a una resistenza vivace e commovente. Ma la supremazia della legge era stata ristabilita con l’intervento delle forze dell’ordine”. Tuttavia, fonti più autorevoli concordano sul fatto che lo sgombero avvenne senza episodi di violenza fisica.
Tutti gli abitanti furono sfrattati entro il 1857 e ogni edificio venne abbattuto. L’unica istituzione sopravvissuta fu la chiesa di All Angels, che si trasferì poco distante, ma con una nuova congregazione. Non esistono documenti certi sul destino dei residenti dopo l’espulsione: la comunità fu frammentata e dispersa. Un giornale australiano del 1920 riportava la storia di una donna novantenne residente alle Hawaii, che si diceva fosse nata nel Seneca Village. Nel 1997, il New York Times affermava che non era stato identificato alcun discendente diretto dei vecchi residenti del villaggio.
In altre zone dell’area poi occupata da Central Park, l’impatto degli sgomberi fu meno radicale. Alcuni residenti, come il proprietario della fonderia Edward Snowden, si trasferirono senza opposizioni. Al contrario, gli occupanti abusivi e gli allevatori di maiali furono quelli maggiormente penalizzati: non ricevettero alcun risarcimento e persero ogni diritto su ciò che avevano costruito.
Tracce materiali del Seneca Village continuarono a emergere negli anni successivi. Nel 1871, durante lavori di disboscamento all’angolo tra l’Ottantacinquesima Strada e Central Park West, vennero ritrovate due bare contenenti i resti di ex residenti afroamericani. Circa cinquant’anni dopo, un giardiniere di nome Gilhooley scoprì casualmente un antico cimitero nello stesso punto, durante interventi di sistemazione del terreno. L’area fu poi ribattezzata “Gilhooley’s Burial Plot” in memoria della scoperta.

## Riscoperta
L'insediamento fu in gran parte dimenticato per oltre un secolo dopo la sua demolizione. L'interesse del pubblico per il Seneca Village è stato rinvigorito dopo la pubblicazione del libro The Park and the People: A History of Central Park di Roy Rosenzweig e Elizabeth Blackmar del 1992, che ha ampiamente descritto la comunità.

### Memoriali
Il Seneca Village Project nasce nel 1998 come collaborazione tra Cynthia Copeland della New York Historical Society, Nan Rothschild del Barnard College e Diana Wall del City College di New York. È dedicato alla sensibilizzazione sul significato del Seneca Village come comunità nera di classe media libera nella New York del XIX secolo. Il progetto facilita i programmi educativi, che coinvolgono i bambini delle scuole, gli insegnanti e il pubblico in generale e portano il Seneca Village a conoscenza del pubblico.
Nel febbraio 2001, l'ex commissario dei parchi Henry Stern, il senatore dello stato David Paterson, il presidente del distretto C. Virginia Fields e il direttore esecutivo della New York Historical Society Betsy Gotbaum hanno svelato una targa commemorativa del luogo in cui un tempo sorgeva il Seneca Village. La targa si trova vicino al moderno Mariners Playground, vicino all'ottantecinquesima strada e Central Park West.
Nel 2019, la città ha annunciato una richiesta di proposte per una statua in onore della famiglia di Lione, proprietari di immobili nel villaggio. La statua sarebbe stata collocata alla centoseiesima strada nella sezione North Woods del parco e ha ricevuto finanziamenti da diversi donatori privati tra cui le fondazioni: Andrew W. Mellon, la Ford, la JPB e Laurie M. Tisch Illumination.

### Scavi archeologici
A seguito di una mostra del 1997 sulla comunità presso la New York Historical Society, Wall, Rothschild, Copeland e Herbert Seignoret decisero di vedere se fossero rimaste tracce archeologiche del villaggio. Hanno lavorato con storici locali, chiese e gruppi di comunità per modellare la direzione del loro progetto di ricerca sul sito. Nel giugno 2000, Wall, Rothschild, Copeland e altri ricercatori hanno iniziato a eseguire test di imaging per determinare se rimanevano tracce del villaggio di Seneca. Con la partecipazione degli studenti, il progetto ha condotto una ricerca archivistica esauriente e il telerilevamento preliminare. I ricercatori hanno effettuato operazioni di carotaggio per identificare le zone in cui il terreno presentasse campioni indisturbati. Nel 2005, la squadra di ricercatori ha utilizzato un radar penetrante nel terreno per individuare con successo le tracce del villaggio di Seneca. Dopo lunghe discussioni con il Dipartimento dei Parchi di New York e la Central Park Conservancy, i ricercatori hanno ottenuto l'autorizzazione per gli scavi di prova nelle regioni del villaggio che probabilmente avrebbero dovuto contenere depositi archeologici intatti.
Gli scavi hanno avuto luogo nel 2004, agosto 2005, e metà 2011. Lo scavo del 2011 ha scoperto i muri di fondazione e i depositi delle cantine della casa di William Godfrey Wilson, il sagrestano per All Angels' Church, e un deposito di oggetti nel cortile di altri due residenti del Seneca Village. Gli archeologi hanno riempito oltre 250 borse di manufatti, tra cui il manico in osso di uno spazzolino da denti e la suola in cuoio di una scarpa per bambini. La natura pubblica del sito all'interno di Central Park ha fatto sì che le guardie monitorassero il sito per assicurarsi che fosse indisturbato dal pubblico. Inoltre, agli archeologi è stato chiesto di riempire i buchi che avevano scavato e rimuovere le loro attrezzature dopo ogni giorno di lavoro.